# Mokkataart
Mokkataart is een taart van cake met een of meerdere lagen mokkacrème, die van boter, melk, eigeel, suiker en koffieextract wordt gemaakt. De bovenkant van de taart kan versierd worden met blaadjes chocolade en mokkacrème. De omtrek van de taart wordt bedekt met nougatine.